# Hogs Reggio Emilia 2019
Questa voce raccoglie le informazioni riguardanti gli Hogs Reggio Emilia nelle competizioni ufficiali della stagione 2019.

## Roster
| Roster degli Hogs Reggio Emilia (2019) |
| --- |
| Quarterback - 6 Alex Ruozzi Running Back - 1 Gianluca Fiorillo - 22 Davide Maestri - 26 Riccardo Buriani - 30 Luca Ruozzi - 32 Marco Ghirri - 33 Aymard Ndori - 34 Renato Camposano - 39 Luca Sabbioni Wide Receiver - 3 Nicolò Pietranera - 80 Federico Montecchi WR/TE Offensive Linemen - 50 Alessandro Baroni - 58 Manuel Mazzani - 66 Matias Franco Nalverts Yosbell - 68 Gianluca Bacchiavani - 70 Daniele Raffaelli - 72 Matteo Bondi - 73 Giovanni Morsiani - 75 Daniele Bertagnini - 76 Leonardo Rozzi Defensive Linemen - 45 Luca Bedogni DE - 53 Nicolò Soragni DE - 55 Alex Mantovan - 56 Gianluca Punzo - 59 Fabio Battistini - 99 Luis Moses Amparo Acevedo Linebacker - 4 Andrea Fontana - 8 Riccardo Fantozzi - 23 Davide Dobelli - 24 Benjamin Boachie - 27 Destiny Osabvie Igbinovia - 35 Marco Punzo - 43 Alberto Rizzuti - 46 Riccardo Anthony Zanni Defensive Back - 16 Giovanni Caccialupi CB - 18 Davide Ginepri CB - 29 Leonardo Borsari CB - 40 Giordano Baldini SS - 42 Samuele Simula S Special Team |

## Seconda Divisione FIDAF 2019

### Stagione regolare
| Sarzana 3 marzo 2019, ore 14:30 | Red Jackets Sarzana | 6 – 29 (0-13 0-16 0-0 6-0) referto | Hogs Reggio Emilia | C.S. Isoppo (80 spett.)\| Arbitro: \| R. Passalacqua \| |
| Arbitro:                        | R. Passalacqua      |                                    |                    |                                                         |

| Scandiano 16 marzo 2019, ore 20:00 | Hogs Reggio Emilia | 24 – 22 (0-7 14-0 7-7 3-8) referto | Pretoriani Roma | Stadio Andrea Torelli (200 spett.)\| Arbitro: \| Zampedri \| |
| Arbitro:                           | Zampedri           |                                    |                 |                                                              |

| Scandiano 30 marzo 2019, ore 20:00 | Hogs Reggio Emilia | 37 – 33 (7-7 7-7 7-12 16-7) referto | Braves Bologna | Stadio Andrea Torelli (200 spett.)\| Arbitro: \| F. Garlaschi \| |
| Arbitro:                           | F. Garlaschi       |                                     |                |                                                                  |

| Modena 7 aprile 2019, ore 14:30 | Vipers Modena | 7 – 17 (0-3 7-0 0-7 0-7) referto | Hogs Reggio Emilia | Polisportiva Saliceta San Giuliano |

| Bologna 24 aprile 2019, ore 21:00 | Braves Bologna | 29 – 35 (6-0 6-13 10-8 7-14) referto | Hogs Reggio Emilia | KPRO Stadium (100 spett.)\| Arbitro: \| M. Americi \| |
| Arbitro:                          | M. Americi     |                                      |                    |                                                       |

| Scandiano 4 maggio 2019, ore 20:00 | Hogs Reggio Emilia | 20 – 12 (6-6 7-0 7-0 0-6) referto | Red Jackets Sarzana | Stadio Andrea Torelli (100 spett.)\| Arbitro: \| B. Jovanovic \| |
| Arbitro:                           | B. Jovanovic       |                                   |                     |                                                                  |

| Roma 12 maggio 2019, ore 15:30 | Pretoriani Roma | 27 – 14 (7-0 13-7 7-0 0-7) referto | Hogs Reggio Emilia | C.S. Gentili (200 spett.)\| Arbitro: \| L. Ferracuti \| |
| Arbitro:                       | L. Ferracuti    |                                    |                    |                                                         |

| Scandiano 26 maggio 2019, ore 15:00 | Hogs Reggio Emilia | 17 – 0 (3-0 0-0 0-0 14-0) referto | Vipers Modena | Stadio Andrea Torelli (200 spett.)\| Arbitro: \| F. Garlaschi \| |
| Arbitro:                            | F. Garlaschi       |                                   |               |                                                                  |

### Playoff
| Scandiano 15 giugno 2019, ore 20:30 | Hogs Reggio Emilia | 34 – 0 (14-0 13-0 7-0 0-0) referto | Mastini Verona | Stadio Andrea Torelli (200 spett.)\| Arbitro: \| Tomaz \| |
| Arbitro:                            | Tomaz              |                                    |                |                                                           |

| Pero 23 giugno 2019, ore 18:00 | Rhinos Milano | 27 – 9 (7-0 7-0 7-3 6-6) referto | Hogs Reggio Emilia | Stadio Comunale Gianni Brera (100 spett.)\| Arbitro: \| A. Maghini \| |
| Arbitro:                       | A. Maghini    |                                  |                    |                                                                       |

## Statistiche di squadra
| Competizione | %Vittorie | In casa | In casa | In casa | In casa | In casa | In casa | In trasferta | In trasferta | In trasferta | In trasferta | In trasferta | In trasferta | Totale | Totale | Totale | Totale | Totale | Totale |
| Competizione | %Vittorie | G       | V       | N       | P       | Pf      | Ps      | G            | V            | N            | P            | Pf           | Ps           | G      | V      | N      | P      | Pf     | Ps     |
| ------------ | --------- | ------- | ------- | ------- | ------- | ------- | ------- | ------------ | ------------ | ------------ | ------------ | ------------ | ------------ | ------ | ------ | ------ | ------ | ------ | ------ |
| Campionato   | .875      | 4       | 4       | 0       | 0       | 98      | 67      | 4            | 3            | 0            | 1            | 95           | 69           | 8      | 7      | 0      | 1      | 193    | 136    |
| Playoff      | .500      | 1       | 1       | 0       | 0       | 34      | 0       | 1            | 0            | 0            | 1            | 9            | 27           | 2      | 1      | 0      | 1      | 43     | 27     |
| Totale       | .800      | 5       | 5       | 0       | 0       | 132     | 67      | 5            | 3            | 0            | 2            | 104          | 96           | 10     | 8      | 0      | 2      | 236    | 163    |

## Statistiche personali

### Marcatori
| Giocatore | Ruolo | TD rush | TD recv | TD int | TD p.ret | TD k.ret | TD oth | Xp1  | Xp2 | FG  | Saf | Totale |
| --------- | ----- | ------- | ------- | ------ | -------- | -------- | ------ | ---- | --- | --- | --- | ------ |
| Buriani   |       | 7+2     | 0+0     | 0+0    | 0+0      | 0+0      | 0+0    | 0+0  | 3+0 | 0+0 | 0+0 | 60     |
| Fiorillo  |       | 7       | 0       | 0      | 0        | 0        | 0      | 0    | 0   | 0   | 0   | 42     |
| Sabbioni  |       | 4+2     | 0+0     | 0+0    | 0+0      | 0+0      | 0+0    | 0+0  | 0+0 | 0+0 | 0+0 | 36     |
| Cebotaru  |       | 0+0     | 0+0     | 0+0    | 0+0      | 0+0      | 0+0    | 18+4 | 0+0 | 3+1 | 0+0 | 34     |
| Maestri   |       | 1+2     | 0+0     | 1+0    | 0+0      | 0+0      | 0+0    | 0+0  | 1+0 | 0+0 | 0+0 | 26     |
| Camposano |       | 2       | 0       | 0      | 0        | 0        | 0      | 0    | 0   | 0   | 0   | 12     |
| Ruozzi    |       | 2       | 0       | 0      | 0        | 0        | 0      | 0    | 0   | 0   | 0   | 12     |
| Montecchi |       | 0       | 1       | 0      | 0        | 0        | 0      | 0    | 0   | 0   | 0   | 6      |
| Ndori     |       | 1       | 0       | 0      | 0        | 0        | 0      | 0    | 0   | 0   | 0   | 6      |
| Team      |       | 0       | 0       | 0      | 0        | 0        | 0      | 0    | 0   | 0   | 1   | 2      |

### Passer rating
| Giocatore | G   | Att   | Comp | Int | Yds    | TD  | NFL   | NCAA   |
| --------- | --- | ----- | ---- | --- | ------ | --- | ----- | ------ |
| Ruozzi    | 8+2 | 58+17 | 23+6 | 2+2 | 327+73 | 1+0 | 38,75 | 77,20  |
| O. Cosimo | 1   | 2     | 1    | 0   | 20     | 0   | 85,42 | 134,00 |
| Iotti     | 0+1 | 0+1   | 0+0  | 0+0 | 0+0    | 0+0 | 39,58 | 0,00   |